# Oar pratanaria
Oar pratanaria là một loài bướm đêm trong họ Geometridae.